# Alvan Graham Clark

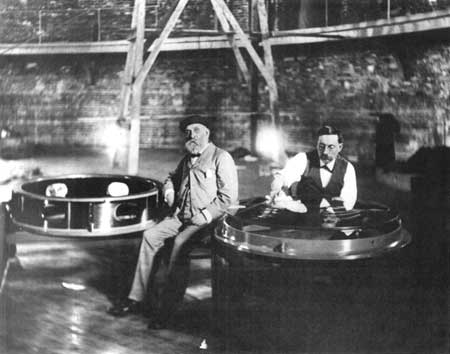
Alvan Clark och hans assistent Carl Lundin (höger)

Alvan Graham Clark, född 10 juli 1832, död 9 juni 1897, var en amerikansk optiker och astronom. Han var son till Alvan Clark.
Clark fortsatte faderns verksamhet och levererade bland annat objektivet till Yerkesobservatoriet, som då var det största i sitt slag med sina 102 centimeters diameter. Clark upptäckte 1862, då han provade ett nyss ofullbordat objektiv på Sirius, en liten följeslagare till stjärnan, en stjärna av 9:e storleken, vars existens man tidigare på grund av egendomligheter i Sirius beteendemönster anat, men tidigare inte kunnat bekräfta.

## Utmärkelser
Nedslagskratern Clark på månen är uppkallad efter honom och fadern Alvan.